# Sievernîi
Sievernîi (în ucraineană Сєверний) este o așezare de tip urban din orașul regional Krasnodon, regiunea Luhansk, Ucraina. În afara localității principale, nu cuprinde și alte sate.

## Demografie
Componența lingvistică a așezării de tip urban Sievernîi
     Rusă (90,77%)
     Ucraineană (8,14%)
     Alte limbi (0,78%)
Conform recensământului din 2001, majoritatea populației așezării de tip urban Sievernîi era vorbitoare de rusă (90,77%), existând în minoritate și vorbitori de ucraineană (8,14%).